# Distretto di Muş
Il distretto di Muş (in turco Muş ilçesi) è uno dei distretti della provincia di Muş, in Turchia.